# 胡枚
胡枚（?—?），字梁園，浙江石門縣人。清朝官員。

## 生平
乾隆六十年（1795年）乙卯恩科二甲進士，以內閣中書用。嘉慶四年（1799年）二月入直軍機處，任漢軍機章京。嘉庆十五年（1810年），以户部主事衔任贵州学政。官至戶部郎中。嘉慶二十一年，官刑部廣西司郎中，因积劳成疾，卒于任上。